# Rhynchospora hakkodensis
Rhynchospora hakkodensis är en halvgräsart som beskrevs av Mochizuki. Rhynchospora hakkodensis ingår i släktet småag, och familjen halvgräs. Inga underarter finns listade i Catalogue of Life.